# La città condannata
La città condannata (Град обреченный) è un romanzo di fantascienza dei fratelli Strugackij, la cui scrittura li ha occupati a più riprese tra la fine degli anni '60 e la prima parte dei '70. Fu il loro romanzo "nel cassetto", nel senso che lo scrissero per sé stessi, consci che non avrebbe avuto la minima possibilità di superare la censura ed essere pubblicato. Fu pubblicato la prima volta a puntate tra il 1987 e il 1989 sulle riviste Raduga e Neva.

## Struttura del libro e trama
Inizialmente, il romanzo ebbe come titoli provvisori La nuova apocalisse e Mio fratello e io, indice di rilevanza dell'elemento autobiografico. Il titolo definitivo venne poi preso in prestito da un dipinto di Nikolaj Rerich del 1914 che aveva particolarmente impressionato gli autori. Scelta precisa anche sotto il profilo linguistico, posto che Grad obrečennij sono parole in slavo antico (in russo moderno si direbbe Gorod obrečënnij). 

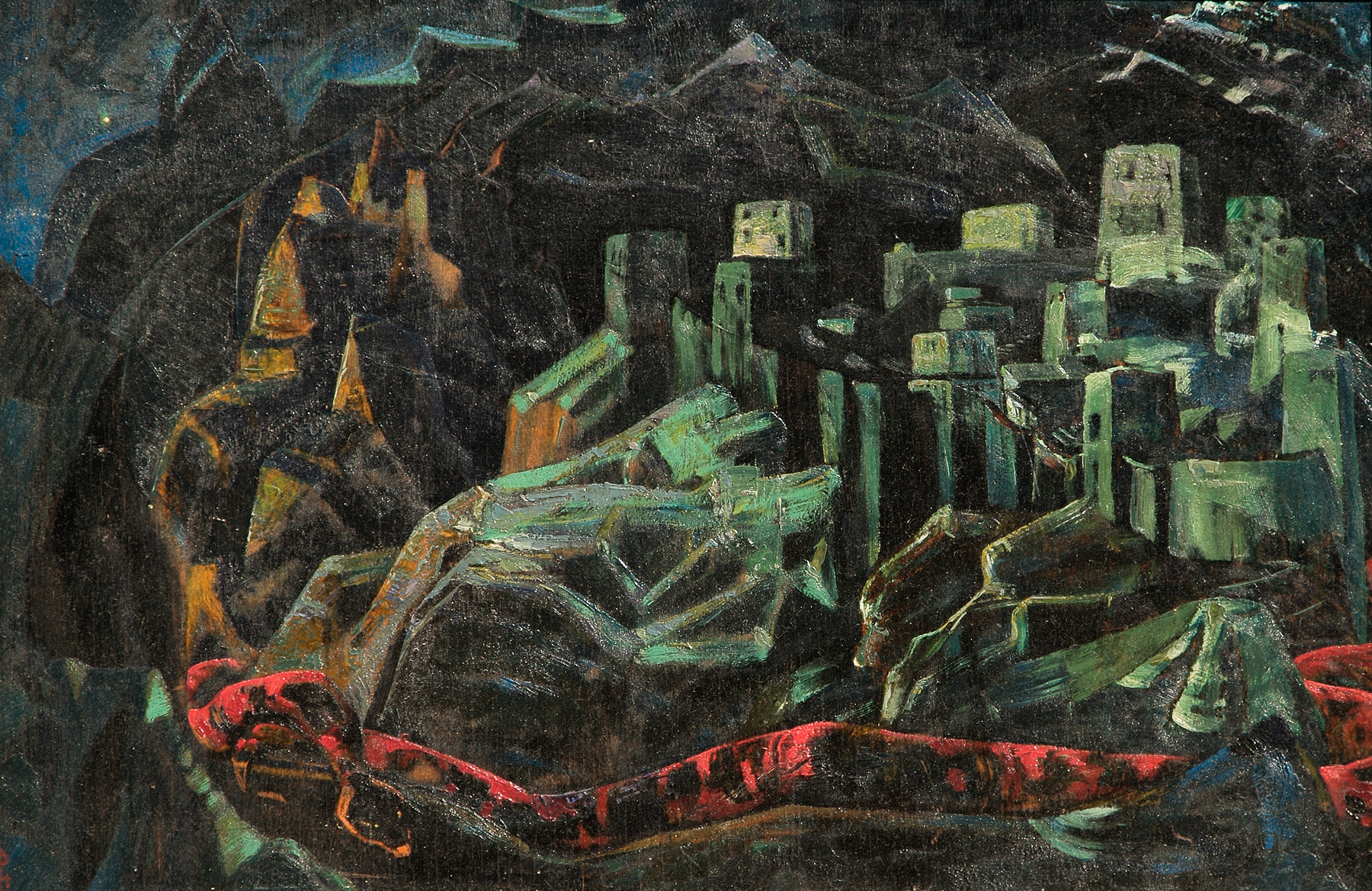
La città condannata, dipinto di Nikolaj Rerich del 1914

Gli abitanti hanno raggiunto la Città in vari modi mai ben chiariti (chi per scelta, chi su invito, chi catturato) da varie parti del mondo (Russia, Stati Uniti, Germania, Cina, Giappone ecc.) e da vari periodi del XX secolo.
Sono consapevoli di far parte di un Esperimento collettivo dai criteri e dalle finalità del tutto ignoti cui fanno più volte riferimento come qualcosa di imperscrutabile ("l'Esperimento è l'Esperimento..."). È perfino ignoto chi o che cosa ne muova i fili e gli ingranaggi. Gli abitanti continuano a parlare ciascuno la propria lingua, ma nessuno se ne rende conto, perché si capiscono e ognuno è convinto che gli altri parlino la sua lingua (è chiaro che si tratta di una delle condizioni dell'Esperimento). Ogni persona è assistita da un Mentore, che la accompagna e la consiglia nella conduzione dell'Esperimento.
La stessa Città appare come un qualcosa di completamente diverso e separato dal mondo da cui tutti provengono. Pur essendo vasta, i suoi confini sono in parte ben delimitati: a ovest c'è un precipizio, un abisso senza fondo, a est il Muro Giallo, una superficie verticale liscia che sembra scomparire nell'infinito. A nord e a sud rovine di precedenti insediamenti, paludi e fattorie. Il sole non è l'astro che conosciamo ma una specie di gigantesca lampadina che si accende e spegne a orari prestabiliti, come a comando, e pure la notte è del tutto innaturale, con un cielo praticamente privo di stelle e di luna (salvo che la luce lunare appare in alcune condizioni). Tutto ciò è oggetto delle più disparate congetture: c'è chi pensa di trovarsi su un altro pianeta, chi in un gigantesco "acquario". Le stranezze sono molteplici: dalle invasioni scimmiesche (orde di babbuini) alle statue che si muovono da sé, agli edifici misteriosi che appaiono e scompaiono, sempre in punti diversi.  
Il protagonista è Andrei Voronin, un astronomo leningradese che cerca di trovare il suo posto nella Città. Dapprima è intriso di ideali, poi via via se ne distanzia. La sua sete di conoscenza lo spinge a esplorare i confini della Città insieme ad altri personaggi, tra cui il colto, sagace, eccentrico e chiassoso Josef (Izja) Katzman, dalle chiare origini ebraiche.
Il romanzo è suddiviso in 6 parti che seguono sostanzialmente i mestieri assegnati ad Andrej Voronin (il lavoro per gli abitanti della Città non è stabile, e le mansioni di ciascuno vengono cambiate ciclicamente), in una sorta di scalata sociale o strano cursus honorum fino all'epilogo dell'apparente ritorno al mondo reale: 
- parte prima. Il netturbino
- parte seconda. L'inquirente
- parte terza. Il redattore
- parte quarta. Il signor consigliere
- parte quinta. Rottura della continuità
- parte sesta. Esodo

## Edizioni all'estero
Molte le traduzioni. In occidente, vanno ricordate:
- le edizioni in inglese (The doomed city) del 2016 e 2017 per gli editori Chicago Review Press (USA) e Gollancz (UK)
- le edizioni tedesche (Das Ezperiment) del 2002 e del 2018 (ed. Heyne)
- l'edizione spagnola (Ciudad Maldida) del 2004 (ed. Gilgamesh Ficcion)

L'edizione italiana è uscita nell'ottobre del 2020 (Carbonio ed.)